# Narkatiaganj
Narkatiaganj ist eine Stadt im indischen Bundesstaat Bihar.
Die Stadt ist Teil des Distrikts Pashchim Champaran. Narkatiaganj liegt 238 km nordwestlich von Patna. Narkatiaganj hat den Status eines City Council (Nagar parishad). Die Stadt ist in 25 Wards gegliedert. Der Narkatiaganj Nagar parishad hatte am Stichtag der Volkszählung 2011 49.507 Einwohner, von denen 26.273 Männer und 23.234 Frauen waren.